# Médaille pour service irréprochable
La médaille pour service irréprochable est la récompense de l'État de la république d'Azerbaïdjan.

## Histoire
Le prix a été créé, le 17 mai 2002.

## Décoration
La médaille pour service irréprochable se compose d'une plaque étroite ornée d'ornements nationaux et d'une plaque ronde en bronze de 25 mm de diamètre.